# Жуков, Антон Евгеньевич
Антон Евгеньевич Жуков (27 августа 1968) — советский и российский футболист, играл на позиции защитника и полузащитника.

## Карьера
Воспитанник футбольной школы Ярославля. В 1990 году начал профессиональную карьеру в «Спартаке» Кострома. После распада СССР вернулся в Ярославль. За «Шинник» в высшей лиге дебютировал 14 мая 1992 года в домашнем матче 9-го тура против московского «Локомотива», выйдя после перерыва на замену Игорь Казьмину. В 1993 году перешёл в «Металлург» Новотроицк. В 1994 году перешёл в рыбинский «Вымпел». С 1996 по 1997 год играл за «УралАЗ». В 2000 году был в заявке «Спартака» Йошкар-Ола, однако матчей за клуб так и не провёл и завершил профессиональную карьеру.